# Corduena

Mapa de l'Armènia Major cap a l'any 150. Corduena és al sud

Corduena fou una regió o província d'Armènia durant el període clàssic. Estava situada al sud del país. Limitava a l'est amb la província anomenada Parskahaiq o Armènia persa (regió de l'oest del Llac Urmia); al nord amb l'Albag i l'Andzevatsik (de Baspracània), i amb la província de Mokq; a l'oest amb l'Arzanene; i al sud amb l'Adiabene.

## Geografia
Les principals ciutats n'eren Teman i Phinik, i la fortalesa més coneguda la d'Agarak o Tshauk.
Estava formada pels districtes següents:
- Korduq (Korduene)
- Kordiq Nerkin
- Kordiq Verin
- Kordiq Mijin
- Tshauk
- Aitvanq
- Vorsirank o Orsirank
- Aigarq
- Motolanq
- Kartuniq
- Petit Albag (tot i que geogràficament feia part de la Corduena, el districte era inclòs a Baspracània)

## Història
Vers el 2000 aC, els assiris ja esmenten un país anomenat Kardaka al sud-est del llac Van. Tiglatfalasar va combatre un poble anomenat Kurti. Els pobles muntanyesos de la zona es van sotmetre als medes. Els karducs de Xenofont se situen en el mateix àmbit geogràfic, ja sota domini dels perses aquemènides. La regió fou conquerida per Alexandre el Gran i esdevingué una satrapia selèucida. Vers el 120 aC, va passar als parts i fou seu d'un regne que després del 85 aC va caure en poder de Tigranes II d'Armènia. Després del 68 aC, va oscil·lar entre els parts i Roma. A partir del 224, els sassànides es van apoderar de l'Imperi Part i Corduena va quedar com un principat del Regne d'Armènia, sotmès sovint a Pèrsia o a Roma fins que, el 387, va quedar dins la Persarmènia. Els prínceps de Corduena que dominaven gran part de la Corduena, van continuar en possessió del país almenys fins a la conquesta turcmana al segle xi.

## Llista de reis coneguts
- Zarbienus, al principi de la meitat del segle i aC. Va fer propostes a Appi Claudi quan aquest era a Antioquia de Síria amb la intenció d'alliber-se del jou de Tigranes d'Armènia; fou traït i assassinat per la seva esposa i fills abans de l'entrada dels romans a Armènia. Lucul·le a la seva arribada al país, va celebrar el seu funeral amb gran pompa, encenent ell mateix la pira funerària, i li va fer erigir un monument.
- Manisarus, vers 115. Va prendre el control de parts d'Armènia i Mesopotàmia durant la campanya de Trajà. El rei part Osroes I li va declarar la guerra i Manisarus va fer aliança amb els romans.
- Artaxerxes, vers 340, oposat a la cristianització del país[1]
- Jovinià, vers 359[2]

## Nakharark(fins a la conquesta musulmana)
El principat de Corduena formava part del vitaxat d'Arzanene o marca Aràbiga regida pels prínceps d'Arzanene. La dinastia de Corduena era carduca (com les de Moxoene i Zabdicene) i governaven a la comarca des de temps immemorial. Els prínceps de Corduena semblen haver ocupat una posició única entre els prínceps, no només de la marca Aràbiga sinó també de tot el regne, ja que estaven exempts del control militar de l'Alt Comanador d'Armènia. En conseqüència, comandaven el contingent de la seva cavalleria per separat. Possiblement aquesta va ser la raó per la qual, dels prínceps enviats per Khosrov II contra Bacuri (Bakur) d'Arzanene vers el 340, Jon de Corduena era l'únic del propi Vitaxat de Bacuri. Corduena era l'únic principat de la regió de Corduena i la dinastia era descendent dels antics reis de Corduena i potser fou això el que li donava una certa singularitat. La dinastia va desaparèixer després del 451 quan era bdeashkh (vitaxe) Khoren, successor de Godesho o Gadish.
Anys després apareix com a nakharar Gardshuil vers el 480. Atat era nakharar vers el 590 i Teodor vers el 605. El 640, la regió era governada per Baanes.